# Флейтист-пастушок
Флейтист-пастушок (лат. Eupetes macrocerus) — необычная пятнистая птица бурой окраски, внешне похожая на пастушка. Обитает в нижнем ярусе первичных лесов на Малаккском полуострове, а также на островах Суматра (подвид macrocerus) и Борнео (подвид borneensis). Её дальними родственниками являются птицы, внешне похожие на африканских воронов. Численность вида значительно сократилась в результате вырубки большей части равнинных первичных лесов, а вторичные леса имеют, как правило, либо довольно густую растительность нижнего яруса, либо не создают достаточно тёмных укрытий, благоприятных для данного вида. Тем не менее, местами птица по-прежнему распространена в болотистых или предгорных лесах, и, вероятно, не находится под непосредственной угрозой исчезновения. О птице мало что известно, и её нечасто можно наблюдать не в последнюю очередь из-за скрытого образа жизни.

## Систематика
Были высказаны различные мнения о правильном таксономическом положении флейтиста-пастушка. В своё время он был помещён в семейство тимелиевых (Timaliidae). Вплоть до недавнего времени предполагалось, что этот вид является родственником группы, включающей пёстрых флейтистов и птиц-бичей (Psophodes), в связи с чем он входил в семейство флейтистовых (а ранее в Orthonychidae, когда представители Cinclosomatidae рассматривались как единое целое с чаучиллами).
Однако, Сирл (Serle, 1952) обратил внимание на ряд сходных черт у этого вида и у двух видов лысых ворон (Picathartes). Их объединяли сходные размеры, положение ноздрей, форма лба и др. На основании молекулярных исследований Йонссон с соавторами (Jønsson et al., 2007) утверждали, что ближайшими родственниками флейтиста-пастушка являются скальные прыгуны (Chaetops), ещё одна ранняя ветвь певчих воробьиных. В данном случае наиболее правильным решением является выделение данного вида в монотипичное семейство Eupetidae. Оно является одним из трёх семейств птиц, эндемичных для Индо-Малайской зоогеографической области.

## Описание
Флейтист-пастушок — небольшая певчая птица среднего размера, около 28 — 30 см (11—12 дюймов) в длину и весом от 66 до 72 г (2,3—2,5 унций). У неё длинные тонкая шея, чёрный клюв, ноги и хвост. Оперение в основном коричневое, однако на лбу, «шапочке» и горле оно рыжеватое. От клюва до шеи у неё проходит длинная широкая чёрная «уздечка», над глазом заметна белая бровь. По бокам шеи проходят серёжки в виде полос, которые можно заметить во время крика птицы. Молодые особи похожи на взрослых птиц, однако у них на голове более блёклые полосы, беловатое горло и сероватое брюшко.
Флейтисты-пастушки издают длинные, монотонные свисты. Во время тревоги они издают серии нот, напоминающих кваканье озёрных лягушек.

## Распространение и биотопы
Вид встречается на Малаккском полуострове в южной части Таиланда, в полуостровной части Малайзии, на Больших Зондских островах, Суматре, Борнео и Бунгуране. Флейтисты-пастушки, в основном, встречаются в высокоствольных равнинных лесах, а также в болотах и лесных пустошах. Он иногда встречается в нижней зоне горных лесов на высоте примерно до 1060 м (3480 футов) в полуостровной Малайзии и до 900 м (3000 футов) на Суматре и Борнео. Считается, что ареал вида сокращается из-за утраты и разрушения лесов, а сама птица считается видом, близким к уязвимому положению.

## Поведение
Птица ведёт осторожный и скрытный образ жизни, обитая на лесной подстилке. Её передвижение напоминает походку пастушков, кивая головой подобно цыплёнку, в случаях опасности предпочитает убегать, а не летать. Питается, в основном, мелкими беспозвоночными, в том числе цикадами, жуками, пауками и червями. Во время кормления преследует свою добычу.
О размножении птицы мало что известно. Отложение яиц происходит примерно в январе и феврале, а в июне появляются птенцы. Гнездо строится на куче опавших листьев среди растительных стеблей на высоте 30 см от поверхности земли. Оно строится из растительных волокон в форме чаши. Кладка состоит из двух незаметных белых яиц, о которых ничего неизвестно.